# Famenne
Famenne (valonsky Fåmene) je geografická oblast v Belgii a součást celku Fagne-Famenne.
Fagne a Famenne jsou odděleny údolím řeky Mázy, přičemž Famenne leží na východ od této řeky.
Oblast Famenne je sníženina, kterou ohraničují plošina Condroz na severu, Ardenny na jihovýchodě a údolí Mázy na západě.
Zasahuje na území provincií Namur, Lutych a Lucembursko.
Hlavní město této oblasti je Marche-en-Famenne a mezi další města a obce patří Beauraing, Rochefort, Hotton a Durbuy.